# Tracker (album Marka Knopflera)
Tracker – ósmy solowy studyjny album Marka Knopflera. Album został zapowiedziany 16 stycznia 2015 i został wydany 16 marca 2015 (dzień później w Stanach Zjednoczonych).
Płyta spotkała się z umiarkowanie dobrym przyjęciem krytyki. Według serwisu Metacritic zbierającego recenzje z różnych źródeł, przeciętna ocena albumu to 70 punktów ze 100 możliwych oraz z piętnastu recenzji osiem było pozytywnych, a siedem neutralnych. W Austrii, Belgii, Chorwacji, Danii, Holandii, Niemczech i Norwegii album trafił na pierwsze miejsca najlepiej sprzedających się płyt długogrających. W Polsce album uzyskał status platynowej płyty.

## Nagrywanie i produkcja
Tracker, ósmy solowy album Knopflera, został nagrany w studiu British Grove Studios.  Nagrań dokonano przy użyciu 48-ścieżkowej konsoli nagraniowej API Legacy ze studia Big Javelin z Tennessee (wcześnie na tej samej konsoli nagrano album Golden Heart) na 1-calowej analogowej taśmie magnetofonowej systemu Ampex 2 i zmiksowany przez znanego inżyniera dźwięku, wielokrotnego zdobywcę nagród Grammy, Boba Ludwiga.
Biorący udział w nagraniach perkusista Ian Thomas używał zestawu perkusyjnego Rogers Wine Red Ripple, na którym wcześniej grał Bobby Colomby z Blood, Sweat & Tears.  Oprócz Thomasa, w nagraniach brali także udział Bruce Molsky, John McCusker, Mike McGoldrick, Phil Cunningham, Glenn Worf, Nigel Hitchcock, Tom Walsh i Ruth Moody.

## Tytuł i utwory
Tytuł albumu, Tracker (dosł. „tropiciel”, „poszukiwacz”), według słów Knopflera „przyszedł z mojego wnętrza, ze starania się znalezienia własnych ścieżek życia w ostatnich dekadach.  Od śledzenia czasu – obserwowania ludzi, miejsc i rzeczy z mojej przeszłości oraz z procesu nagrywania (ang. tracking) nowej muzyki w studiu nagraniowym”.
Kilka utworów z płyty zostało bezpośrednio zainspirowanych przez przeczytaną przez Knopflera literaturę.  Podobnie jak w przeszłości (np. „Telegraph Road” – Błogosławieństwo ziemi, „Boom, Like That” – Grinding It Out: The Making Of McDonald’s), Knopfler użył w słowach piosenek mniej lub bardziej dosłownych zapożyczeń z przeczytanych książek.
Otwierający płytę „Laughs and Jokes and Drinks and Smokes” – „śmiech i żarty/i drinki i fajki/i bez światła na schodach/byliśmy tacy młodzi/i zawsze bez pieniędzy/nie abyśmy się tym przejmowali” opowiada o młodości Knopflera i jego życiu przed założeniem Dire Straits. „Słuchałem wtedy dużo Vana Morrisona, Dylana i takiej muzyki. Kiedy teraz słyszę tę muzykę, to przenoszę się do tych czasów, to jak z jedzeniem które jadło się jako dziecko. Niektóre z tych piosenek stanowią w życiu ważne momenty”.
Utwór „Basil” opowiada o poecie Basilu Buntingu, który zarabiał na życie w gazecie „Evening Chronicle”, gdzie 15-letni Knopfler odbywał praktykę jako początkujący redaktor. Piosenka opowiada o „gderliwej, ale fascynującej” osobie, którą Knoplfer uważaj za „niezwykle fascynującą” – „Woła chłopca na posyłki, zrzędliwy jak cholera/Poeci też muszą jeść/Dałby wszystko aby to dzisiaj rzucić/Mieć czas aby myśleć o czasie/I porzuconej miłości życia”.
„River Towns” zostało zainspirowane nowelą o tym samym tytule autorstwa Breece'a D’J Pancake’a.
Utwór „Mighty Man” ma źródła w książce I Could Read the Sky opowiadającej o przeżyciach irlandzkich emigrantów w Wielkiej Brytanii.
„Silver Eagle” (tytuł pochodzi od nazwy linii autobusów dalekobieżnych) i „Lights of Taormina” (Taormina – miasto na Sycylii) zostały napisane w trakcie wspólnej serii koncertowej z Bobem Dylanem w 2011. Piosenka o Taormina została zainspirowana pobytem w hotelu w tym mieście i wrażeniami jakie odniósł Knopfler oglądając z okiem hotelu starożytny amfiteatr. Według słów Knoplfera „nie napisałbym tych piosenek gdybym nie był na dwóch seriach koncertowych z Bobem (Dylanem)”.
Piosenka „Beryl” opowiada o brytyjskiej pisarce Beryl Bainbridge.  Śpiewając o Bainbridge, Knopfler używa jej przykładu jako osoby, która nie była za życia odpowiednio doceniana: „Za każdym razem nie dostawała nagrody/Jak jej dali Bookera/Była już martwa w grobie/Po tym wszystkim co ona dała”.
Reżyser Tom Bird stworzył 23 minutowy film zatytułowany Tracker – A Track by Track w którym Knopfler opowiedział o procesie twórczym i inspiracjach na wszystkie utwory z tej płyty.

## Promocja
Album został zapowiedziany 16 stycznia 2015 i został wydany 16 marca 2015 (dzień później w Stanach Zjednoczonych).
Pierwszym utworem zaprezentowanym z albumu Tracker była piosenka „Beryl”.
17 lutego zaprezentowano film krótkometrażowy autorstwa Henrika Hansena pokazujący proces twórczy albumu.  Film dołączony będzie także do wersji deluxe box set albumu.
25 lutego 2015 ogłoszono konkurs na teledysk mający ilustrować utwór „Wherever I Go”.
Album był promowany serią koncertów, łącznie liczącą 85 występów, pod nazwą Tracker Tour.  Pierwszy koncert w tej serii odbył się 15 maja 2015 w Dublinie, a ostatni – 31 października w Fort Lauderdale na Florydzie.

## Recenzje i przyjęcie krytyczne
Według serwisu Metacritic album został ogólnie oceniony pozytywnie przez recenzujących go krytyków, jego łączna ocena to 70/100 punktów, z piętnastu zgromadzonych recenzji osiem jest pozytywnych, a siedem neutralnych.
Według „Magnet Magazine” (80/100) „w utworach Knopflera czuć pełne zaangażowanie artysty i słychać w nich lekką melancholię i wiedzę która przychodzi z wiekiem”.  „Uncut” (80/100), ocenił album jako „płytę która zadowoli jego istniejących fanów, a także tych których być może stracił wcześniej”.  Recenzent „Drowned In Sound” (70/100) stwierdził, że „Tracker tworzy doświadczenie obcowania z artystą”, a według „Classic Rock Magazine” (70/100) album to  „podróż Knopflera do różanej doliny pełnej retro-folkowych dźwięków”.
Bardzo wysoko płytę ocenił recenzent „Teraz Rock” dając jej 4,5 gwiazdki z pięciu, a według jego recenzji „Płyta nagrana została w dużej mierze na żywo, co przesądziło o jej spontanicznej, naturalnej atmosferze. A jednak powstawała długo, prawie rok, może dlatego, że Knopfler miesiącami dobiera piosenki, odrzuca jedne, dodaje inne, tak by powstała jak najwspanialsza całość. Także tym razem się udało”.
Ludovic Hunter-Tilney (4/5), recenzent „Financial Times” napisał, że „muzyka płyty lśni odblaskami celtyckiego folka i bluesa, oświetla zgrabną gitarą Knopflera”.
Płyta została bardzo pozytywnie oceniona przez recenzenta „The Boston Globe” – „Knopfler robi to co potrafi najlepiej, dostarcza dobrze napisane, elegancko zaaranżowane piosenki pełne subtelnej głębi i bogate muzycznie”, a w napisanym przez niego w czasie trasy koncertowej z Bobem Dylanem utworze „Nights of Taormina” „wyraźnie słychać echa twórczości Dylana”.
Recenzent serwisu American Songwriter przyznał albumowi cztery gwiazdki z pięciu, chwaląc „powolne, dystyngowane tempo albumu, nieskazitelne słowa utworów, natychmiast rozpoznawalną gitarę”.
Amerykański recenzent Steven Wine ocenił album pozytywnie jako „ładny, ale łagodny”, podkreślił szeroką gamę gatunków muzycznych, które słychać na płycie „jest solówka na flecie i inne celtyckie ornamenty, trochę jazzu, hołd złożony dla J.J. Cale'a i uroczy duet z Ruth Moody” i zakończył pisząc „oprócz nieprzekonywującego «Beryl» na płycie nie ma prawie żadnego odniesienia do rocka.  Knopfler sprzedał 125 milionów albumów (na całym świecie) i wygląda na to, że nie ma zamiaru sprzedać następnych dziesięciu jeżeli by to miało oznaczać małpowanie własnej przeszłości (Dire Straits).  Choćby dlatego warto go wysłuchać”.
Recenzent Onetu, Paweł Piotrowicz przyznał albumowi 7/10 pisząc „Knopfler, nie po raz pierwszy przecież, wciela się w tropiciela ciekawych historii, które stara się przełożyć na prosty piosenkowy język. Niedzisiejsze to granie, przepełnione szerokim wachlarzem emocji. Bez sztuczek i efekciarstwa, autentyczne i szczere, z pewnością jednak nie dla każdego”.  Taką samą ocenę (7/10) przyznał płycie Paweł Waliński z Interii piszą, że album „to prostota i elegancki minimalizm”.
„Hot Press” (3,5/5) uznał, że album to „gwiazdorskie, sześcio-strunowe danie od sułtana swingu”.
3,5 gwiazdki z pięciu przyznał płycie także Dominik Zawadzki z Antyradia pisząc – „to nic innego jak kolejny stopień na schodach kariery Marka Knopflera. Artysty, który już nic nie musi. Nagrywa jak chce. Nowa płyta jest logicznym rozwinięciem poprzedniczek”.
Ocena musicOMH.com (60/100) jest bardziej mieszana, album jest określany jako „zawierający kilka prawie nieudanych utworów”.  Podobnie ostrożna jest ocena recenzenta „The Telegraph” (3/5), który uznał, że płyta „jest pełna uczucia i dokładnych obserwacji życiowych, ale brakuje jej szerokiej skali w jakiej grał Dire Straits, [...] ale najwyższy czas aby Knopfler zaczął grać coś nowego”.  Krytyk „The Guardian” także przyznał albumowi trzy gwiazdki z pięciu określając płytę jako „dobrze znaną przyjemność [...] To kolekcja nowelek napisanych jako piosenki, ale jako nowelista Knopfler pisze i dobrze, i źle”.
Podobnie ostrożna jest ocena recenzenta z „Journal Sentinel” według którego „Knopfler mruczy dla siebie i czasami dla innych, kiedy jego muzyka mówi za siebie słuchacze naturalnie przybliżają się do niego, ale kiedy muzyka zbliża się do poziomu szmeru, jak w przynajmniej trzech utworach na środku płyty, Knopfler brzmi jakby opowiadał historie nie oglądając się na zainteresowanie jego słuchaczy”.

## Listy przebojów
| Lista (2015)                                     | Najwyższa pozycja |
| ------------------------------------------------ | ----------------- |
| Australia (ARIA)                                 | 12                |
| Austria (Ö3 Austria Top 40)                      | 1                 |
| Belgia (Ultratop Flandria)                       | 1                 |
| Belgia (Ultratop Walonia)                        | 3                 |
| Chorwacja (IFPI)                                 | 1                 |
| Czechy (IFPI)                                    | 35                |
| Dania (Tracklisten)                              | 1                 |
| Finlandia (Suomen virallinen lista)              | 5                 |
| Francja (SNEP)                                   | 6                 |
| Hiszpania (PME)                                  | 2                 |
| Holandia (MegaCharts)                            | 1                 |
| Irlandia (Irish Recorded Music Association)      | 5                 |
| Niemcy (Media Control Charts)                    | 1                 |
| Norwegia (VG-lista)                              | 1                 |
| Nowa Zelandia (Official New Zealand Music Chart) | 5                 |
| Polska (OLiS)                                    | 3                 |
| Portugalia (AFP)                                 | 2                 |
| Stany Zjednoczone (Billboard 200)                | 14                |
| Stany Zjednoczone (Billboard Albumy Folkowe)     | 1                 |
| Szwajcaria (Swiss Hitparade)                     | 2                 |
| Szwecja (Sverigetopplistan)                      | 3                 |
| Węgry (Mahasz)                                   | 5                 |
| Włochy (FIMI)                                    | 3                 |
| Wielka Brytania (OCC)                            | 3                 |

- Album zadebiutował na pierwszym miejscu na holenderskiej liście przebojów[42]
- Album zadebiutował na trzecim miejscu na brytyjskiej liście przebojów, był to najlepszy debiut solowego albumu Knopflera w Wielkiej Brytanii[41]
- Na międzynarodowej liście sprzedaży United World Chart album zadebiutował na drugim miejscu[43]

Sprzedaż albumu przez iTunes według kraju:
| Kraj              | Najwyższa pozycja |
| ----------------- | ----------------- |
| Australia         | 30                |
| Brazylia          | 46                |
| Kanada            | 14                |
| Francja           | 15                |
| Hiszpania         | 2                 |
| Niemcy            | 1                 |
| Stany Zjednoczone | 3                 |
| Wielka Brytania   | 6                 |
| Włochy            | 2                 |

W Polsce Tracker został wyróżniony platynową płytą.

## Lista utworów
W wersji podstawowej album zawiera 11 utworów.
Album został wydany w kilku wersjach: podstawowej na pojedynczym CD lub podwójnym winylowym LP, deluxe CD z czterema dodatkowymi utworami oraz specjalnym box set zawierającym płyty CD i LP, dodatkowy CD z sześcioma utworami, DVD z krótkim filmem i wywiadem z Knopflerem oraz dodatkowymi zdjęciami.  Autorem wszystkich utworów z wyjątkiem „Oklahoma Ponies” (tradycyjna melodia ludowa) jest Mark Knopfler.
Lista utworów w wersji podstawowej:
1. „Laughs and Jokes and Drinks and Smokes”
2. „Basil”
3. „River Towns”
4. „Skydiver”
5. „Mighty Man”
6. „Broken Bones”
7. „Long Cool Girl”
8. „Lights of Taormina”
9. „Silver Eagle”
10. „Beryl”
11. „Wherever I Go” (featuring Ruth Moody)
12. „Hot Dog” – tylko na CD sprzedawanych w sklepach MediaMarkt[47]

Utwory dodatkowe z wersji deluxe i box set
1. „.38 Special”
2. „My Heart Has Never Changed”
3. „Terminal of Tribute to”
4. „Heart of Oak”

Utwory dodatkowe tylko z wersji box set:
1. „Time Will End All Sorrow”
2. „Oklahoma Ponies”

## Twórcy
Muzycy którzy wzięli udział w sesji, w nawiasach numery utworów z głównego wydania płyty lub tytuły utworów z wersji rozszerzonych:
- Mark Knopfler – gitary, terz guitar (2, 3, 5, 11 i „My Heart Has Never Changed”), mandolina (2)
- Guy Fletcher – instrumenty klawiszowe
- John McCusker – skrzypce, cytra
- Glenn Worf – gitara basowa i kontrabas
- Ian Thomas – instrumenty perkusyjne, tara (4)
- Ruth Moody – śpiew (2, 4, 7, 11 i „My Heart Has Never Changed”)
- Nigel Hitchcock – saksofon
- Bruce Molsky – skrzypce (1, 5), gitara akustyczna (8), banjo („.38 Special”)
- Phil Cunningham – akordeon (1, 5, i 8)
- Mike McGoldrick – gitara tenorowa (1, 8)
- Guy Fletcher – gitara basowa (1, 8), ukulele (4)